# 関帝

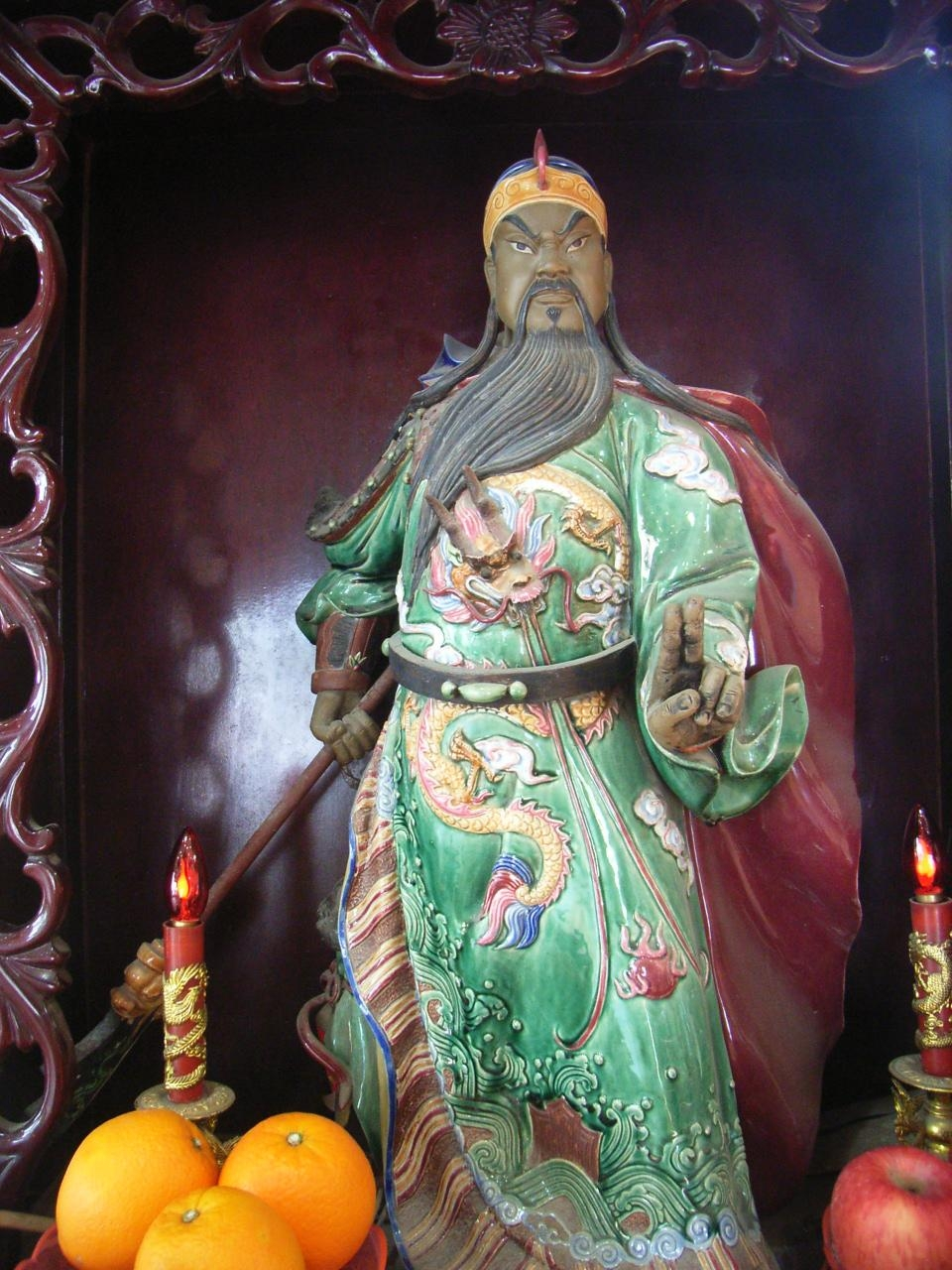
関帝神像。

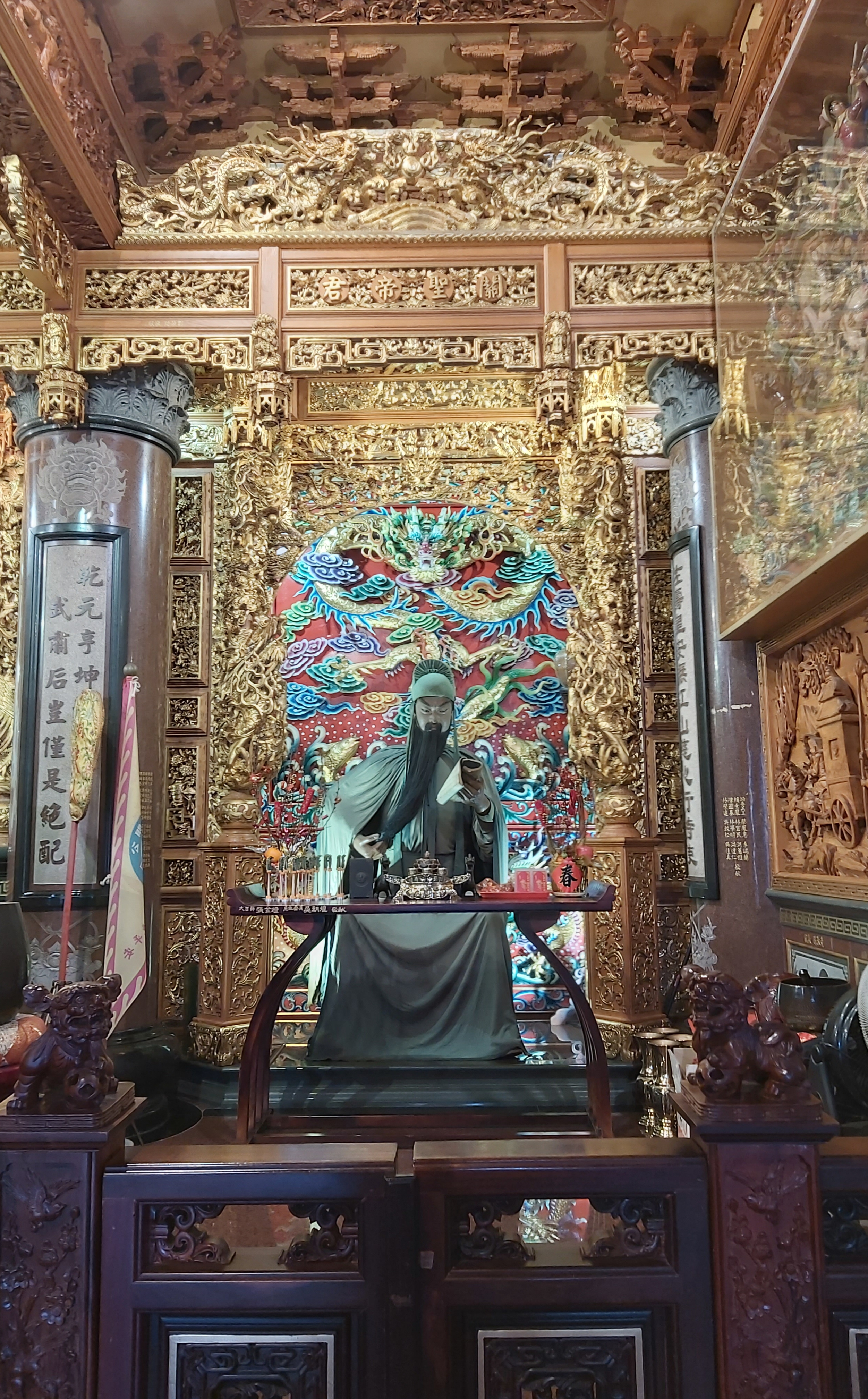
台湾の勅建礁渓協天廟の関帝像

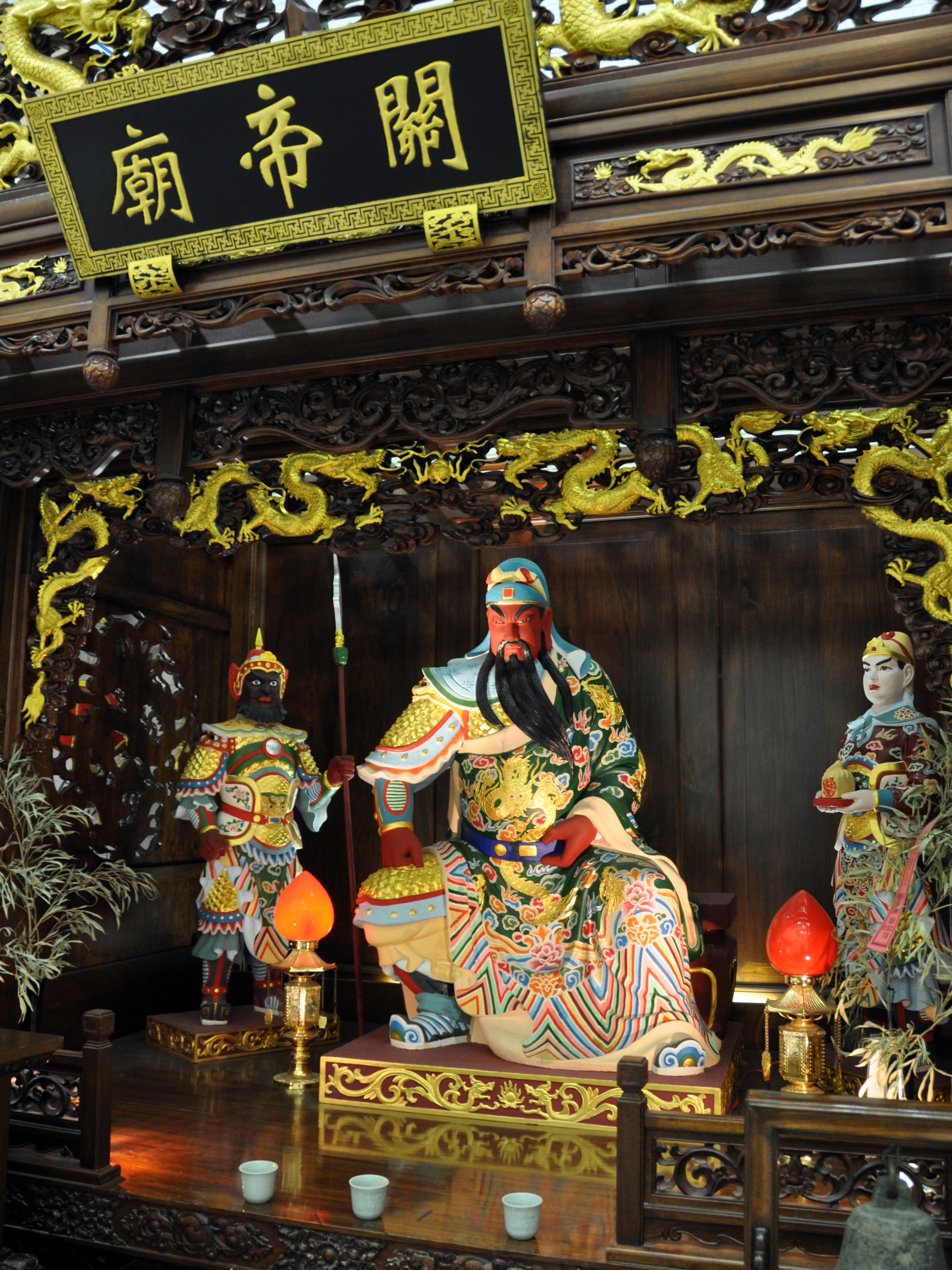
大阪の関帝廟の関帝神像

関帝（かんてい）は、中国後漢末期に劉備に仕えた武将の関羽が神格化されたものである。関帝廟にまつられる。「関帝」は関羽の敬称でもある。
呼び名
関聖帝君（かんせいていくん）と呼称される事が多い。関帝聖君、関帝翁、山西夫子、関夫子、蓋天古仏、協天大帝、伏魔大帝、関帝菩薩、関聖大帝菩薩、伽藍神、伽藍菩薩、世護法など、多くの呼び名を持つ。
関帝は騒乱を鎮撫する武神、寺観すなわち仏教の寺や道教の観と呼ばれる宗教施設などを保護する伽藍神、算盤を発案した（とされる）財神という３つの顔を持っている。

## 信仰の歴史
関羽への信仰は、唐代の782年（建中3年）、太公望を主神にまつる武成王廟に初めて従神として祭祀されたことに始まる。
明代になると国家祭祀が始まり、北京に武神関羽を祭る白馬廟が建てられた。宋代や元代以降は、小説や戯曲の普及で関羽を知り関羽を敬愛する人々が増え関帝廟参詣者が急増した。清代には関帝の神格が上がり、民間に一層広く普及することになった。
神号の追贈
北宋の紹聖3年（1096年）に哲宗の命で荊州の玉泉祠が「顕烈廟」という名にされた。その後、歴代の中国王朝で封号（称号）として爵諡を追贈されていたが、武廟（文廟（孔子廟）の対語、本来は唐の時代に太公望を祭る武成王廟のこと）として明の万暦42年（1614年）万暦帝から「三界伏魔大帝神威遠鎮天尊関聖帝君」、天啓年間に天啓帝による「三界伏魔大帝神威遠震天尊関聖帝君」という神号を追贈され、清では北京地安門（北門）外に廟を作り、順治9年（1652年）に順治帝から「忠義神武関聖大帝」、乾隆年間に乾隆帝から「忠義神武霊佑関聖大帝」、嘉慶年間に嘉慶帝から「忠義神武霊佑仁勇関聖大帝」、道光年間に道光帝から「忠義神武霊佑仁勇威顕関聖大帝」という神号が贈られた。

## 関帝をまつる施設

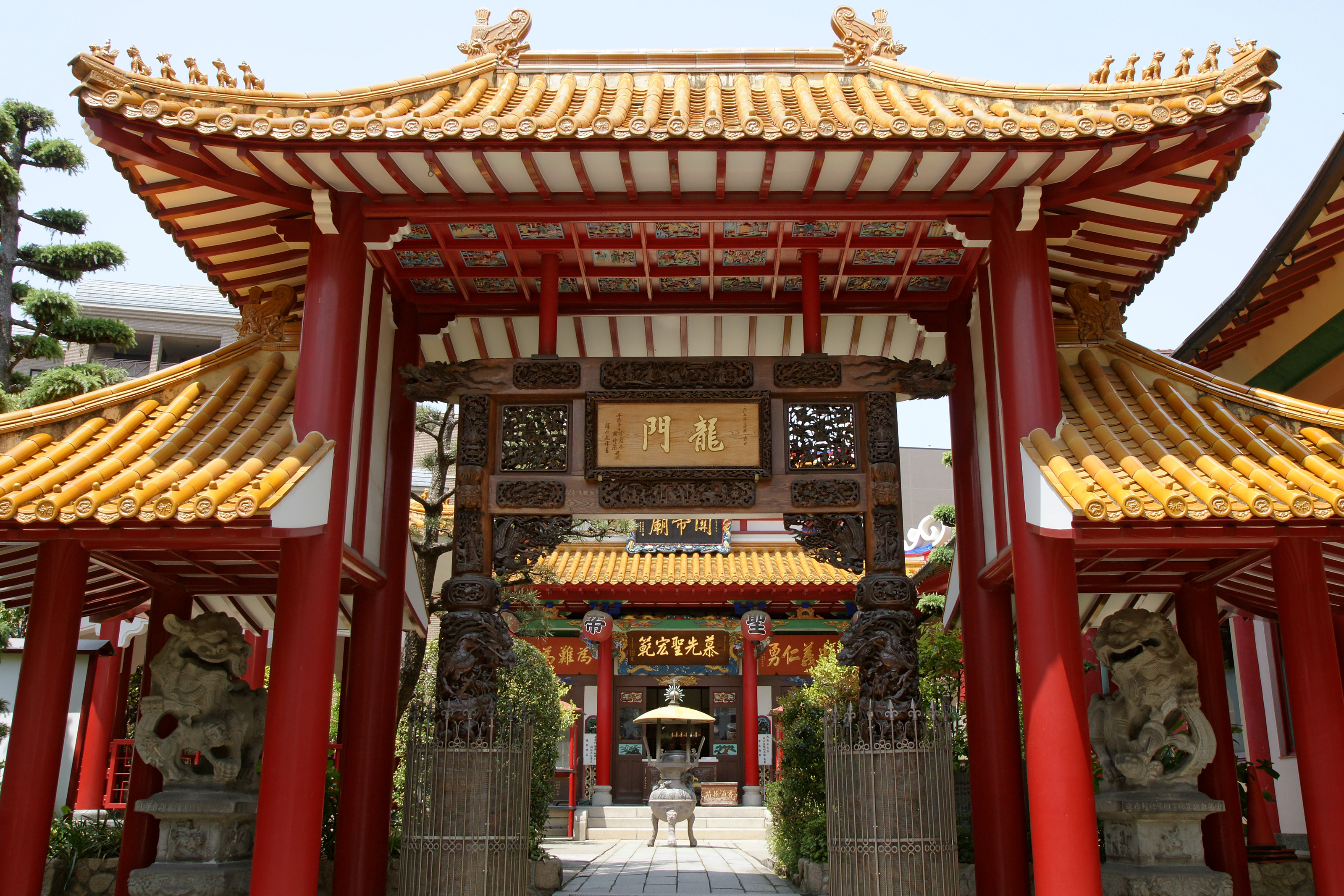
関帝廟 （長楽寺、神戸市中央区中山手通）

関帝廟の行天宮を訪れる信者

中国人の庶民の日常には関帝信仰は広く根付いており、中国本国はもとより世界各地の中華街、あるいは華僑が多く住む街などには、ほぼ必ず関帝廟、あるいは関帝廟ほど大規模でなくても関帝をまつる小規模の祭壇が設けられることが多い。関帝廟は中華系の人々にとり「心の拠り所」である。
関帝をまつる施設の名の歴史
関帝を祀る廟名は、たとえば『汝南誌』（萬暦36年（1608年））巻3では汝寧州14県のうち廟の名称は「関王廟」が5県、「寿亭侯廟」が6県、「武安王廟」が3県と名称はまちまちであった。後に関帝廟と呼ばれるようになった。

## お祭り
関帝誕は関帝の生誕を盛大に祝う祭であり、現在では旧暦（農暦・太陰暦）の6月24日に行われる。これは関羽が旧暦6月24日に誕生したと伝承されているため。
清の時代には、旧暦の5月13日が誕生日として皇帝による式典がおこなわれていた。

## 関帝信仰についての分析
関帝信仰が普及し関帝廟が広まった理由には、王朝側の理由と庶民側の理由が考えられる。歴代の王朝は王朝の秩序や権威の維持のために「忠義の人 関羽」を人々に尊崇させたと考えられ、物質的な利益を求める庶民にとっては財神である関帝は人気の対象になるという理由があると考えられる。